# كتلة القنب الهندي في الكونغرس
كتلة القنب الهندي في الكونغرس هي منظمة عضوية في الكونغرس مسجلة من الحزبين في كونغرس الولايات المتحدة، والتي تم تشكيلها خلال الكونغرس الأمريكي الـ 115 في عام 2017. تأسست المجموعة من قبل الجمهوريين دانا روهراباشر ودون يونغ والديمقراطيين إيرل بلوميناور وجاريد بوليس. الهدف من المؤتمر هو مواءمة القوانين الفيدرالية التي تحظر استخدام القنب الطبي والترفيهي مع قوانين الولاية التي تسمح بذلك.

## خلفية
دانا روهراباشر عضو جمهوري في مجلس النواب الأمريكي من ولاية كاليفورنيا، شارك في تأليف تعديل روهراباشر-فار، الذي أقره الكونغرس الأمريكي رقم 113 في عام 2014. منع التعديل وزارة العدل الأمريكية من استخدام تمويلها لطعن الولايات التي وافقت على قوانين القنب الطبية. في هذه الأثناء،دعم إيرل بلوميناور عضو مجلس النواب من ولاية أوريغون في الحزب الديمقراطي مقياس أوريغون للاقتراع 91 في عام 2014، وإضفاء الشرعية على الحشيش الترفيهي في ولاية أوريغون. أقر روهراباشر قانون تعاطي البالغين للماريجوانا، الذي شرع استخدام الحشيش الترفيهي في كاليفورنيا في عام 2016، واعترف باستخدام الحشيش الطبي لعلاج التهاب المفاصل.
في عام 2016 اتفق بلوميناور وروهراباخر على تشكيل كتلة في الكونجرس لتبسيط تشريعات إصلاح القنب على المستوى الفيدرالي، معتبرين أنها قضية تتعلق بحقوق الولايات. في فبراير 2017 أطلق روهراباشر وبلوميناور التجمع مع جاريد بوليس وهو ديمقراطي من كولورادو، ودون يونغ وهو جمهوري من ألاسكا. يعتزم التجمع زيادة البحث الطبي في القنب وتغيير اللوائح المتعلقة بالأعمال المصرفية والضرائب لأعمال القنب.
في الكونجرس الـ 116 غادر روهرباشر وبوليس الكونجرس وحل محلهما باربرا لي وهو ديمقراطي من كاليفورنيا، وديفيد جويس وهو جمهوري من ولاية أوهايو كرئيسين مشاركين.